# Skrajna Sławkowska Ławka
Skrajna Sławkowska Ławka (słow. Varešková priehyba, 2262 m) – wąska przełęcz w bocznej grani słowackich Tatr Wysokich odgałęziającej się od grani głównej w wierzchołku Małej Wysokiej. Jest położona w jej fragmencie zwanym Sławkowską Granią. Oddziela od siebie Skrajną Sławkowską Czubę na zachodzie i Zadnią Sławkowską Kopę w masywie Sławkowskiej Kopy na wschodzie.
Północne stoki opadają z przełęczy do Nowoleśnej Kotliny w Dolinie Staroleśnej, południowe – do Doliny Sławkowskiej. Najdogodniejsze drogi na przełęcz prowadzą z Doliny Staroleśnej znad Warzęchowego Stawu oraz z Doliny Sławkowskiej żlebem i dalej trawiasto-piarżystym zboczem.
Pierwsze wejścia (przy przejściu granią):
- letnie – Alfred Martin, 1 czerwca 1905 r.,
- zimowe – Władysław Krygowski, 13 marca 1928 r.[3]